# Grbe
Pour les articles homonymes, voir Grbe (homonymie).
Grbe (en serbe cyrillique : Грбе) est un village du centre du Monténégro, dans la municipalité de Danilovgrad.

## Démographie

### Évolution historique de la population
| 1948 | 1953 | 1961 | 1971 | 1981 | 1991 | 2003 |
| ---- | ---- | ---- | ---- | ---- | ---- | ---- |
| 220  | 211  | 414  | 475  | 510  | 519  | 555  |